# Rossia glaucopis
Rossia glaucopis is een inktvis die voorkomt in het zuidoosten van de Grote Oceaan meer bepaald de wateren rond Chili.